# Aripuana cullmaniorum
Aripuana cullmaniorum är en gentianaväxtart som beskrevs av L. Struwe, P. J. M. Maas och V. A. Albert. Aripuana cullmaniorum ingår i släktet Aripuana och familjen gentianaväxter. Inga underarter finns listade i Catalogue of Life.